# Mausoleo de José Manuel Balmaceda
El mausoleo de José Manuel Balmaceda, Presidente de Chile entre 1886 y 1891, está ubicada en el Cementerio General de Santiago, lugar donde los estudiantes han ido por décadas a pedirle favores, escribiéndole en la pared del mausoleo y en agradecimientos a los "milagros" dejan sus cuadernos y exámenes en el interior junto a la tumba
Es interesante destacar que Balmaceda ni siquiera era católico, fue el mero hecho de morir violentamente por medio del suicidio, cuando fue derrotado en la Guerra Civil de 1891, lo transforma en una animita útil para los jóvenes estudiantes santiaguinos, quienes le piden ayuda en los exámenes o con sus amores.
La Iglesia católica no apoya estas manifestaciones religiosas ya que corresponden a un sincretismo cultural. Es posible que más que una fe similar a otras animitas de cementerio donde los fieles se caracterizan por ser de más edad, aquí sea considerado más bien un juego ya que no se ven las típicas placas de agradecimientos por favor concedido, sino más bien el simple acto de arrojar cuadernos y pruebas en el interior del mausoleo, los cuales se retiran periódicamente en vez de permanecer como testimonio.
Si bien en las décadas anteriores se había manifestado este fenómeno, es claro que retomó fuerza durante los últimos años posiblemente por alumnos de un Liceo homónimo de las cercanías o del Liceo Emilia Toro de Balmaceda nombre de la esposa del prócer enterrada en el mismo mausoleo quien también ha sido objeto de homenajes.

## Galería

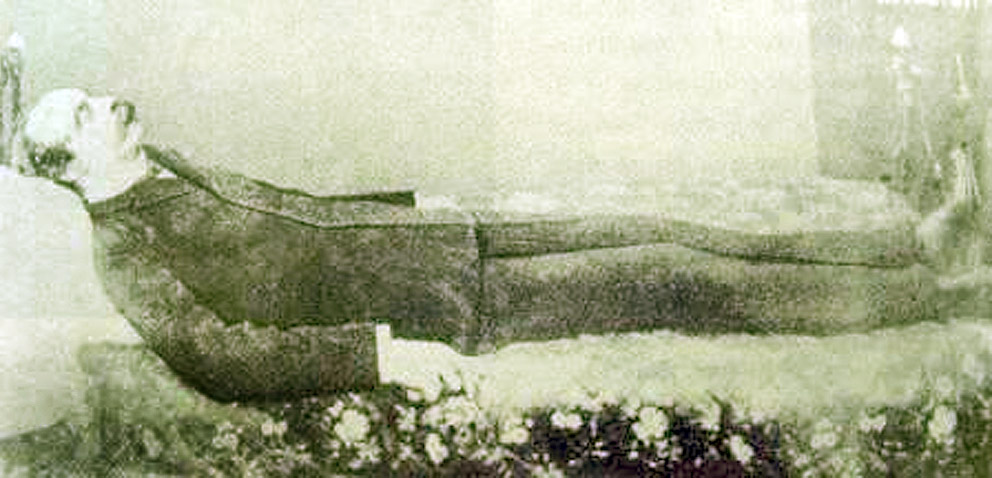
El supuesto cuerpo de José Manuel Balmaceda.
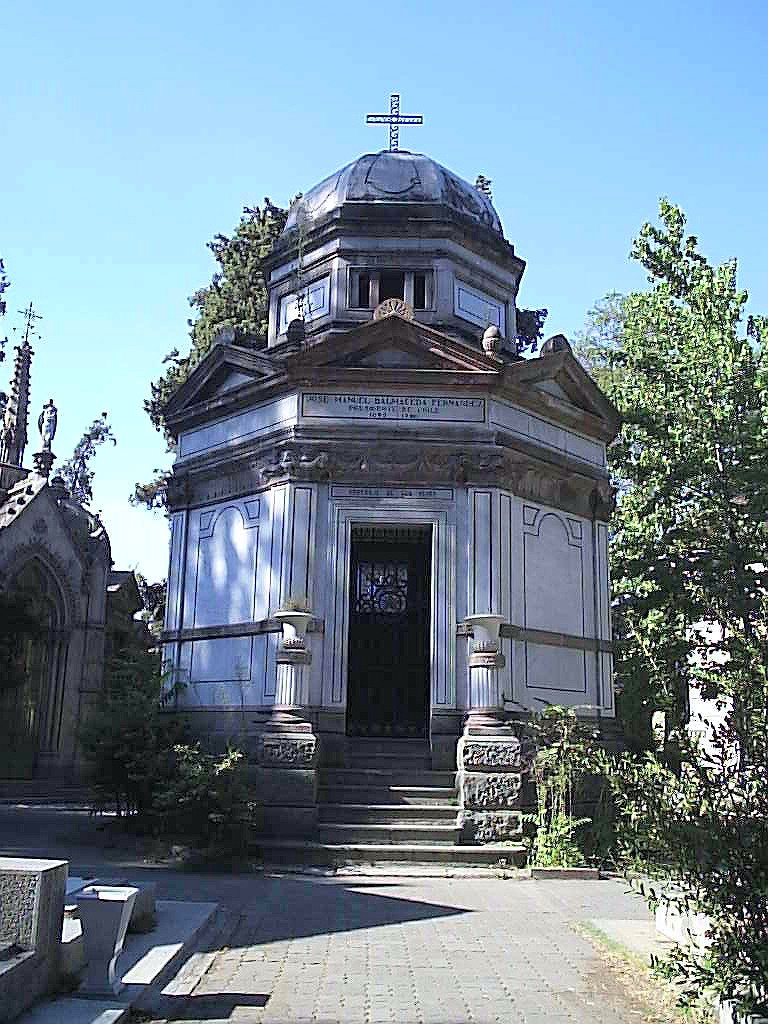
Mausoleo de Balmaceda en el Cementerio General de Santiago.
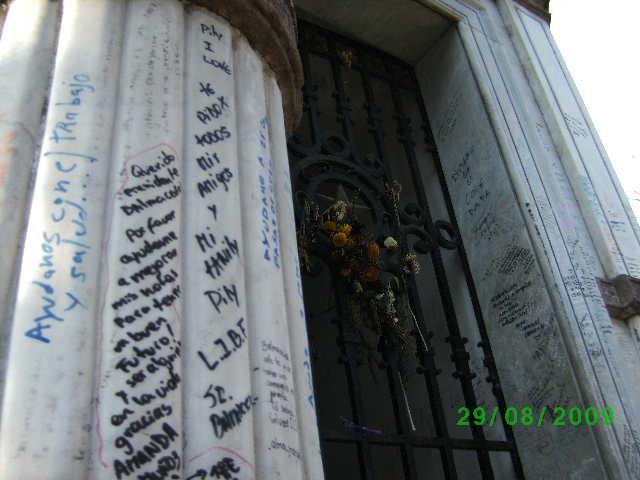
Rayados de estudiantes en el mausoleo de Balmaceda. Tras la reja hay cuadernos y cartas.